# Shawn Hill
Ne pas confondre avec Sean Hill.
Shawn Richard Hill (né le 28 avril 1981 à Mississauga, Ontario, Canada) est un ancien lanceur droitier de baseball qui a évolué dans les Ligues majeures de 2004 à 2012.

## Carrière

### Jeux olympiques d'Athènes
Shawn Hill a fait partie de l'équipe du Canada qui a pris la quatrième place en baseball aux Jeux olympiques d'Athènes en 2004.
Il effectue deux départs en tant que lanceur partant de l'équipe canadienne, n'accordant que deux points mérités en 12 manches lancées. Il remporte la victoire dans une gain de 7-0 du Canada sur les Pays-Bas. Il est le partant de l'équipe en demi-finale contre Cuba, éventuel médaillé d'or, mais n'est pas impliqué dans la décision dans le revers de 8-5 des Canadiens.

### Ligue majeure de baseball

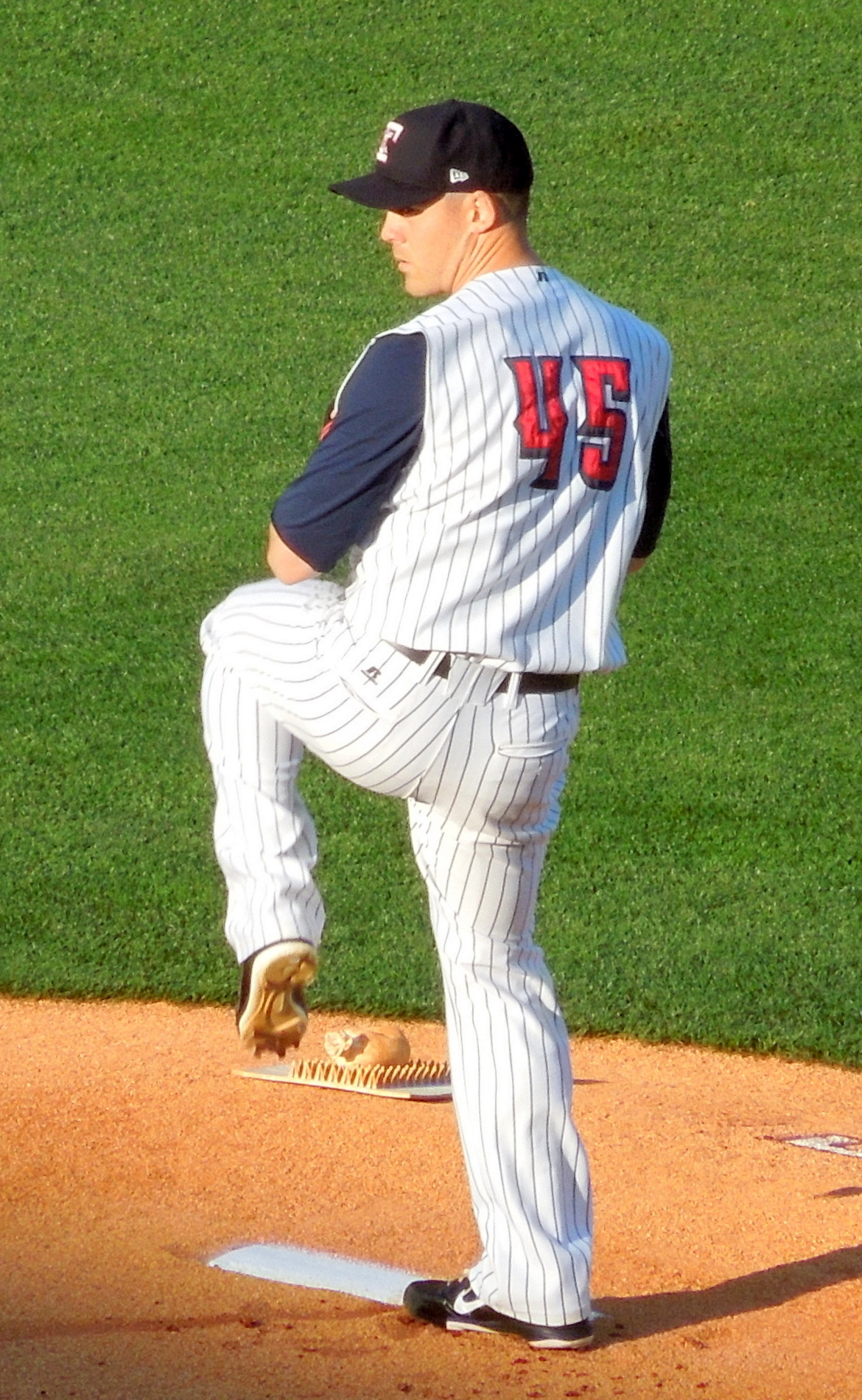
Shawn Hill en 2013 avec les Mud Hens de Toledo, un club des ligues mineures affilié aux Tigers de Détroit.

Shawn Hill est un choix de sixième ronde des Expos de Montréal en 2000. Il fait ses débuts dans les majeures le 29 juin 2004 face aux Phillies de Philadelphie. Le 4 juillet au Stade olympique, il limite les Blue Jays de Toronto à un point en cinq manches pour savourer sa première victoire en carrière dans le gain de 6-4 des Expos. Hill effectue trois départs seulement pour Montréal. Il subit un second revers après une contre-performance contre Pittsburgh et prend le chemin des ligues mineures.
En septembre 2004, l'artilleur des Expos subit une opération de type Tommy John pour soigner une blessure au muscle rhomboïde droit, et sa convalescence le force à l'inactivité durant toute l'année 2005[.
Le lanceur droitier revient dans les majeures durant la saison 2006, amorçant six rencontres pour les Nationals de Washington. En 2007, il effectue 16 départs pour ce club, conservant une moyenne de points mérités de 3,42 avec quatre victoires et cinq défaites.
Il présente un dossier de 1-5 et une moyenne élevée de 5,83 en douze départs durant la saison 2008 avec Washington. En juin 2009, des problèmes récurrents à l'épaule le forcent à passer à nouveau sous le bistouri : il subit une deuxième opération de type Tommy John.
Hill dispute quelques parties pour les Padres de San Diego en 2009 puis pour les Blue Jays de Toronto en 2010.
Le 31 janvier 2011, il accepte une entente des ligues mineures avec les Marlins de la Floride. Il ne joue pas dans la saison qui suit et ne porte jamais les couleurs des Marlins.
En 2012, Hill évolue dans le baseball indépendant avec le York Revolution, une formation de l'Atlantic League. Il y connaît au monticule une séquence de 27 manches et deux tiers sans accorder de point et attire l'attention de son ancienne équipe, les Blue Jays de Toronto, qui lui font signer un contrat le 18 juin. Il lance 3 manches lors de son unique sortie en relève pour les Jays en 2012 et est crédité d'une victoire.
Il passe les deux années suivantes dans les ligues mineures dans l'organisation des Blue Jays, des Tigers de Détroit et des White Sox de Chicago. Il est sous contrat avec les Tigers en août 2014.